# Rátka
Rátka é um município da Hungria, situado no condado de Borsod-Abaúj-Zemplén. Tem 11,78 km² de área e sua população em 2015 foi estimada em 957 habitantes.